# 只限老友

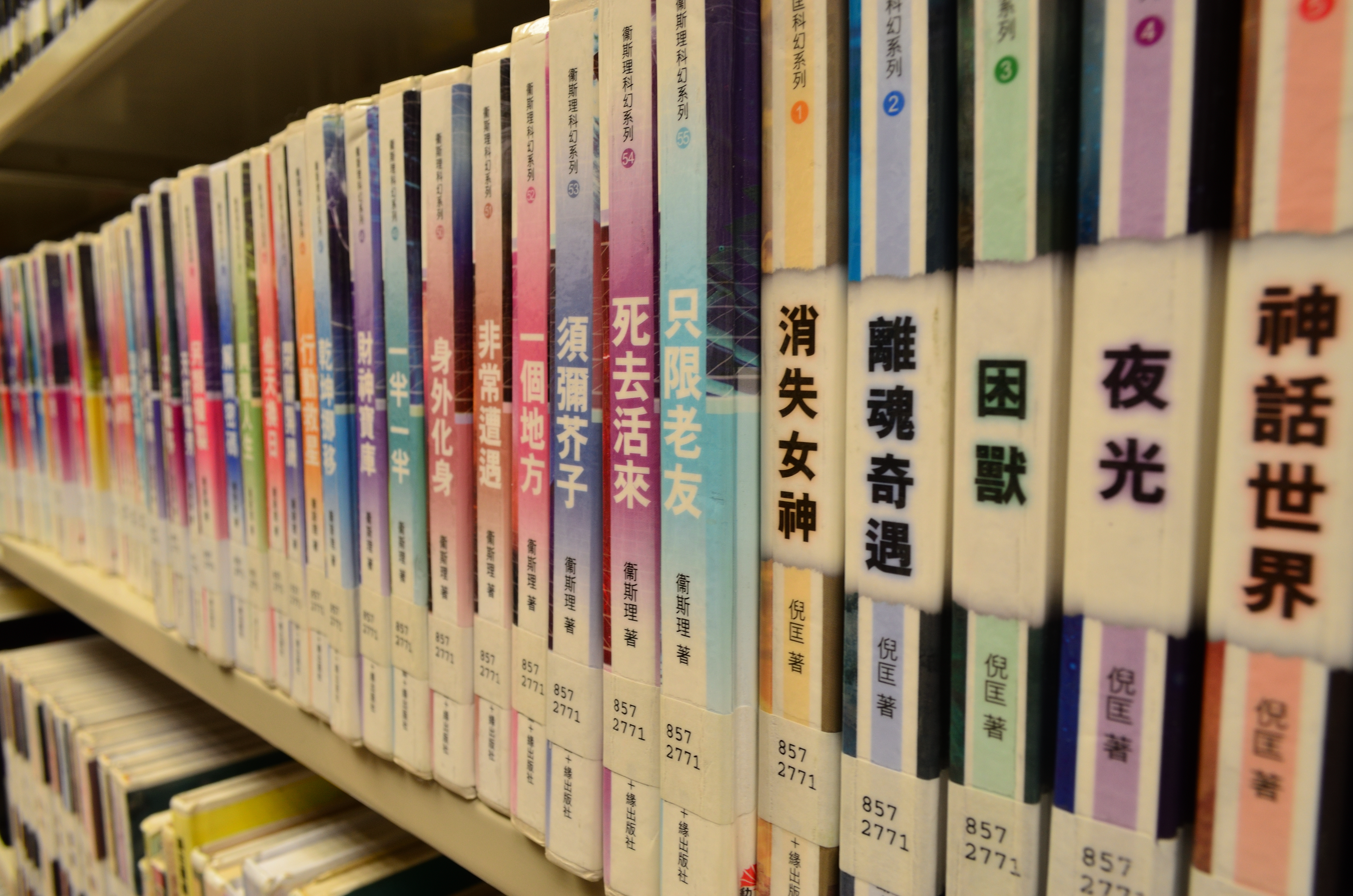
圖書館內包括《只限老友》的倪匡科幻小說

《只限老友》是為科幻小說衛斯理系列的最後一部作品，也是倪匡在科幻小說中的封筆之作，同為衛斯理系列中的思想儀系列之一，編號131。這小說的其中兩個重點是交代「陰間」的結局，和衛斯理一家與溫寶裕的去向。
在粵語中，「老友」是指老朋友。而該小說的出版日期為2005年12月5日。
書名由來是衛斯理認為這本書寫到一半，不能繼續寫，讀者看完會咒罵，但朋友便不會，所以命名為只限老友。

## 故事大綱
這小說由兩件事穿插而成：
在《須彌芥子》中被「長老」控制的溫寶裕突然製作一個網站，以招募盟員，並自封為「新生大同盟盟主」。同盟會目的是要令到地球百份之九十九的人類消滅，以抑壓人口過多帶來的問題。衛斯理對此非常擔心，卻無法使他脫離「長老」的「控制」，而顯得無何奈何。
翌日，衛斯理的朋友小郭上門找他。原來，他受了「天嘉土王」所托要他找一個人的下落——盜墓者齊白。衛斯理感奇怪，因為在之前《考驗》的故事中，齊白曾懇求「天嘉土王」幫忙但被他拒絕，最後齊白更不知所蹤，衛斯理不明白為何現時「天嘉土王」卻反過來要尋找齊白，亦因為齊白得到了外星人一二三號的改造，使他能自由進出陰間，而且衛斯理和白素一直也無法聯絡到他和其妻陰間使者李宣宣。為了進一步了解事情，衛斯理要求小郭把「天嘉土王」帶來。
按衛斯理的要求，小郭把「天嘉土王」帶到衛斯理府上。「天嘉土王」表示他患上癌症，於是到勒曼醫院求醫。來到醫院後，外星人醫生發覺「天嘉土王」病情嚴重，只有將他的靈魂轉移至另一具身體上，並把那後備身體弄得如「天嘉土王」一樣。可是，靈魂移植手術失敗了，原因是「天嘉土王」祖先的腦部被外星人改造，使他們的靈魂在生前死後也不能離開身體。此時，「天嘉土王」想起當年齊白曾向他請求把他的靈魂借來一用，認為齊白有能力將他靈體分離，可使「天嘉土王」能順利進行靈魂轉移手術，並且避免死後靈魂一直困在體內。
衛斯理此時才知當年齊白請求「天嘉土王」幫忙的事，又明白為何「天嘉土王」拒絕了齊白。「天嘉土王」表示當年齊白沒有說明借他的靈魂有什麼用處。為了「天嘉土王」的問題，衛斯理撥電給勒曼醫院的友人亮聲，他們同時認為陰間的創造者(衛斯理稱他們為一號、二號、三號外星人，而李宣宣稱為陰主）與「天嘉土王」所信奉的「天神」是同一個星球的外星人，並發明了可以控制和知道他人思想的「思想儀」。因此，兩人決定到「天神」所居的山洞去，但衛斯理卻發現亮聲等勒曼醫院的外星人有意排斥他參與是次活動，因此感到氣憤。
與亮聲對話後，白素支持衛斯理到「天嘉土王」的國家，但不是前往山洞，她認為之前衛斯理在「天嘉土王」寶庫中，見過一個型如鎚、重量極輕的物件，可能是「天神」的東西，對了解整件事可能比只前往山洞更有幫助，故說服「天嘉土王」說出進入寶庫的方法。同時，衛斯理和白素說服「天嘉土王」返回勒曼醫院，那他即使死後，也能保存屍體，日後找到齊白就能使靈魂離開身體。
衛斯理和白素乘搭飛機去往「天嘉土王」的國家途中，突然收到齊白用腦電波發送的消息。齊白告訴二人其妻李宣宣在陰間中失蹤，原因是陰主曾對她說如果兩次和陰主聯絡失敗，就代表陰主有危險，要救他們就要用「天嘉土王」的靈魂。恰好李宣宣就兩度未能和陰主取得聯繫，就啟動一個特別的盒子去某個地方去救陰主們，但當李宣宣啟動盒子後，整個人就消失了，而齊白亦無法再啟動那盒子，所以十分沮喪。當時齊白記起李宣宣說過要向「天嘉土王」借取靈魂，所以之前他向「天嘉土王」提出此要求，但如何借取靈魂，借取靈魂後有何作用，齊白是完全不知道。
由於齊白發送的腦電波是他的記憶，因此，衛斯理和白素可以如親身看到和聽到當時的情況。李宣宣將工具放上盒子時，兩人發現那工具正是「天嘉土王」寶庫內那個如鎚子的怪東西。因此，衛斯理和白素肯定了「天神」和陰主是同一類的外星人。衛斯理、白素和齊白順利進入寶庫取走那像鎚子的怪東西後，他們兵分兩路，衛斯理夫婦去「天神」山洞看看勒曼醫院一眾外星人探索的結果，而齊白則返回陰間，利用那怪東西啟動李宣宣那個特別盒子。
衛斯理夫婦來到山洞附近，他們看到「天嘉土王」和一群手下來到，而且他並看來不像是一位末期癌症的病人，更特別的是亮聲是其中一位的手下。原來，這位「天嘉土王」是勒曼醫院的複製人，亮聲等人是為了方便進入山洞採取行動而製造了另一個「天嘉土王」和扮成下人。亮聲到了山洞前，邀請了衛斯理和白素進入山洞，在這時，衛斯理才明白外星人們並沒有杯葛他之意，只是外星人使用他們的高科技探索山洞時，作為地球人的衛氏夫婦其實幫不到什麼。
進入山洞後，外星人們沒有發現「天神」的行蹤和思想儀，但發現「天神」留下一段話音，大意是他由於認為自己星球發明的思想儀會使他的星球成為全宇宙的公敵，惹來莫大的危機，於是私下盜走思想儀的主要部份，再逃亡到地球。那個主要部份就是收藏在「天嘉土王」寶庫中那件外型如鎚而重量極輕的怪東西。一號、二號、三號及四號外星人為追捕「天神」携同思想儀來到地球，但發生意外令思想儀部件散落地球，四名外星人亦流落地球，後來四號背叛眾外星人過獨立生活，一號、二號、三號則利用思想儀部件建立「陰間」並成為陰主。因思想儀已經失去了控制思想的功能，只可以收集低等生物如人類等的靈魂和知道低等生物的思想。衛斯理夫婦也終於明白陰主告訴李宣宣要「天嘉土王」的靈魂是指那如鎚般的思想儀主體，也就是盒子的鎖匙，而非真正的靈魂。。
勒曼醫院的外星人們明白真相後，了解到思想儀的威脅已解除，而「天嘉土王」不久病逝，但其屍體仍留在勒曼醫院保存，寄望未來能出現能使他靈體分離的技術。同時，衛斯理與白素收到齊白傳來的訊息，原來齊白成功利用那鎚狀怪東西啟動那箱子，進入陰間中操作思想儀部件，即是操控整個陰間的空間，亦在那裡見到李宣宣。原來所有思想儀部件已經沒有功效，陰間的靈魂都消失了，一號、二號、三號外星人亦不知所蹤，只餘下齊白和李宣宣愉快的在陰間生活，衛斯理猜想三名外星人可能最後接受了「天神」指出思想儀對宇宙禍害的看法，終止思想儀運作。溫寶裕方面，他似乎已脫離了「長老」的控制，衛斯理系列到此結束。

## 衛斯理一家的去向
書中最後的幾頁提到：
——紅綾很驚訝：「那個成立『新生大同盟』的不是你啊?」

溫寶裕指著自己的鼻子：「除了我，還有誰?」

溫寶裕笑說：「別吃驚，想通了，地球確實會因人口過多而導致毀滅，本來的想法是消滅大量人口，那是鑽牛角尖。」

我有些遲鈍：「那現在的方法是—」

溫寶裕手舞足蹈：「對了！地球必然會毀滅，就算不，這樣亂七八糟的地方也不值得生活下去，
必須有一部分徹底認識到這種情況的地球人，離開地球，去尋找新的生活—」

他又補充了一句：「全家參加，有特別優惠喔！」

十足是地攤叫賣了！

溫寶裕興致勃勃：「尋找新生地點的先頭部隊即將出發，三位盍興乎來！」

這句又何其大雅！

是不是接受溫寶裕的邀請，一時之間很難決定。不過老朋友卻很容易知道我究竟做了什麼樣
的決定：若以後再也看不到衛斯理記述的故事，事情就很明顯了！

事情總要有個決定的！

本書是衛斯理系列小說的最後一部，至倪匡2022年7月3日去世，不再有續作發表。因此，衛斯理一家很有可能和小寶移民到太空中。

## 相關人物
- 衛斯理

書中主角，他為了救回「天嘉土王」的生命而到天嘉族山洞之中。在途中，他收到齊白的求助，使他參與了尋找李宣宣的行動。最終，他和白素成功使齊白能再次和李宣宣會見，並有可能已經舉家遷出地球。
在該書中，由於衛斯理年事已高，因此非常關注勒曼醫院的靈魂移植手術。同時，他也認為發明思想儀的外星人行為不可接受。
- 白素

衛斯理之妻，她一直與衛斯理參與救回「天嘉土王」及尋找李宣宣的行動。
- 「天嘉土王」

天嘉族的大王，是位明君，暸解人民意願。但同時他非常留戀這王位，在他手術失敗後，他問醫生們自己還可以當多久的統治者。同時，「天嘉土王」極為富有，曾對小郭說如果能協助他找出齊白的話就給他二億英鎊 。
到最後，由於「天嘉土王」的靈魂未能離開身體，最終因為無法進行手術而死於勒曼醫院中。
- 齊白

衛斯理的好友，本是世上頂尖的盜墓人，因被外星人改造，他能自由進出陰間。在他和李宣宣於陰間生活時，雖然李宣宣教了他不少在陰間的機器的啟動方式，但他並沒有留意，使他在李宣宣失蹤後感到徬徨無助。
而在作品的後期，他終於找到了李宣宣。
- 李宣宣

齊白之妻，是陰間使者。因一次誤以為陰主有危險而去救他們時在陰間不知所終，最終，齊白在衛斯理和白素的幫助下，兩人終於再一次的團聚。
- 溫寶裕

衛斯理的好友之一，也是衛紅綾的朋友，他曾一度被「長老」所控制，使他一直有滅絕大量地球人的思想。後來可能是思想儀失去本來的功能使他正常過來，並和衛斯理一家遷到太空去。
- 小郭

衛斯理的另一位好友，是一位出色的偵探。這次，他受「天嘉土王」所托要追查齊白的下落，以協助他把自己的靈魂帶走。然而，小郭又找來了衛斯理協助，令衛斯理和白素得以參與此事。
- 陰主和「天神」

外星人之一，情操極高，因為他們認為自己星球發明的思想儀會使自己星球置身於不利之處，因此把思想儀的主要部份拿走，使思想儀沒有了原來的功能，免了一場宇宙戰爭。
- 亮聲

勒曼醫院的員工之一，同為衛斯理的外星人朋友。他們為了避免陰主的那個星球的外星人使用思想儀，於是聯合地球上的外星人到山洞和那星球中破壞思想儀，但隨後他們得悉思想儀已經沒有了本來的功能和這是僅有的思想儀後，即放棄到那星球去。
- 衛紅綾

衛斯理夫婦的女兒，也是小寶和小郭的好友，她發現了小寶製作一個「新生大同盟」的網站，使衛斯理非常擔憂。

## 資料來源
以下內容以香港勤＋缘出版社作準：
1. ↑  . 《新華網》. 2006-08-14  [2016-05-18]. （原始内容存档于2016-05-18） （中文（简体））.
2. ↑  .   [2013-06-20]. （原始内容存档于2020-08-12）.
3. ↑  .   [2007-08-11]. （原始内容存档于2007-09-29）.
4. ↑  只限老友 – 第一部 – P.5-12
5. ↑  只限老友 – 第一部 – P.13-18
6. ↑  只限老友 – 第二部 – P.23-40
7. ↑  只限老友 – 第三部 – P.41-49
8. ↑  只限老友 – 第三部 – P.59
9. ↑  只限老友 – 第三部 – P.49-53
10. ↑  只限老友 – 第四部 – P.68-82
11. ↑  只限老友 – 第五部 – P.87
12. ↑  只限老友 – 第五部 – P.95-102
13. ↑  只限老友 – 第六部 – P.103-122
14. ↑  只限老友 – 第七部 – P.129-131
15. ↑  只限老友 – 第八部 – P.163-165
16. ↑  只限老友 – 第九部 – P.167-171
17. ↑  只限老友 – 第九部 – P.175-182
18. ↑  只限老友 – 第十部 – P.204-206
19. ↑  只限老友 – 第一部 – P.18-19

| 前任者： 130 死去活來 | 衛斯理系列（按編號） 131 | 繼任者： - |